# La Cépière
La Cépière est un quartier de Toulouse située dans le sud-ouest de la ville. On y trouve l'Hippodrome de la Cépière qui, avec cinquante-trois réunions par an (six courses font une réunion), est le troisième de France.

## Origine du nom
Vient de l'occitan cepièra « endroit parsemé de souches » ou « stèle marquant une limite, borne militaire » (latin cipparia, cippus).

## Situation
Le quartier est entouré par Lardenne à l'ouest, le TOEC au nord, les Arènes à l'est et Bagatelle au sud.
Il est délimité au nord par la voie ferrée de la ligne de Saint-Agne à Auch, et l'A620 à l'ouest.
Une partie de la Cépière est incluse au sein du quartier prioritaire « Cépière-Beauregard ».

## Économie
- Réseau de transport d'RTE.
- Gare du TOEC

## Lieux et monuments
- Hippodrome de la Cépière
- Château de La Cépière

## Aménagement urbain
- Collège George Sand

## Voies de communications et transports

### Transports en commun
- Le TOEC
  - L2

- Hippodrome

- Arènes (à proximité)
  - L2L3L14
  - 3467Stadium

- Cité Scolaire Rive Gauche (à proximité)
  - L14
  - 1887